# De eindafrekening 2015
De eindafrekening 2015 is de lijst van nummers die het tijdens het jaar 2015 het best hebben gedaan in de Afrekening, de wekelijkse lijst van Studio Brussel. De eindafrekening 2015 werd op 02 januari 2016 gepresenteerd door Joris Lenaerts op Studio Brussel.
| Positie | Artiest                              | Titel                      |
| ------- | ------------------------------------ | -------------------------- |
| 1       | Muse                                 | Mercy                      |
| 2       | Dotan                                | Hungry                     |
| 3       | Balthazar                            | Bunker                     |
| 4       | Oscar and the Wolf                   | Joaquim                    |
| 5       | Tame Impala                          | The Less I Know The Better |
| 6       | Royal Blood                          | Little Monster             |
| 7       | The Van Jets                         | Two Tides of Ice           |
| 8       | Black Box Revelation                 | Gloria                     |
| 9       | K's Choice                           | Private Revolution         |
| 10      | Balthazar                            | Then What                  |
| 11      | Kendrick Lamar                       | King Kunta                 |
| 12      | Muse                                 | Dead Inside                |
| 13      | Oscar and the Wolf                   | Undress                    |
| 14      | School Is Cool                       | If So                      |
| 15      | Royal Blood                          | Ten Ton Skeleton           |
| 16      | The War on Drugs                     | Burning                    |
| 17      | The Van Jets                         | Carpet Man                 |
| 18      | EL VY                                | Return To The Moon         |
| 19      | Blur                                 | Lonesome Street            |
| 20      | Netsky                               | Rio                        |
| 21      | Selah Sue                            | Alone                      |
| 22      | Tourist LeMC                         | Koning Liefde              |
| 23      | Florence + The Machine               | Ship to Wreck              |
| 24      | Editors                              | Life is a Fear             |
| 25      | Arctic Monkeys                       | Fireside                   |
| 26      | Christine and the Queens             | Christine                  |
| 27      | Foo Fighters                         | Congregation               |
| 28      | James Bay                            | Hold Back The River        |
| 29      | Bring Me the Horizon                 | Throne                     |
| 30      | Balthazar                            | Night Club                 |
| 31      | Intergalactic Lovers                 | Great Evader               |
| 32      | Triggerfinger                        | Big Hole                   |
| 33      | Tout Va Bien                         | This Fight                 |
| 34      | Florence + The Machine               | Queen of Peace             |
| 35      | Raving George ft. Oscar and the Wolf | You’re Mine                |
| 36      | Blur                                 | Ong Ong                    |
| 37      | K's Choice                           | Bag Full of Concrete       |
| 38      | Beck                                 | Dreams                     |
| 39      | Selah Sue                            | I Won’t Go For More        |
| 40      | Foo Fighters                         | The Feast and The Famine   |
| 41      | Channel Zero                         | Help (Unplugged)           |
| 42      | Mumford & Sons                       | Believe                    |
| 43      | / The Subs ft. Friends in Paris      | Close To Faith             |
| 44      | Trixie Whitley                       | Soft Spoken Words          |
| 45      | Circa Waves                          | T-Shirt Weather            |
| 46      | Intergalactic Lovers                 | No Regrets                 |
| 47      | Adele                                | Hello                      |
| 48      | Muse                                 | Psycho                     |
| 49      | Lost Frequencies                     | Reality                    |
| 50      | Selah Sue                            | Reason                     |

1985 · 1986 · 1987 · 1988 · 1989 · 1990 · 1991 · 1992 · 1993 · 1994 · 1995 · 1996 · 1997 · 1998 · 1999 · 2000 · 2001 · 2002 · 2003 · 2004 · 2005 · 2006 · 2007 · 2008 · 2009 · 2010 · 2011 · 2012 · 2013 · 2014